# Государственный музей В. В. Маяковского
Госуда́рственный музе́й Влади́мира Маяко́вского — музей-квартира поэта Владимира Маяковского, основанный в 1937 году по инициативе Лили Брик как библиотека-музей. Изначально располагался в Гендриковом переулке, где поэт проживал вместе с Лилей и Осипом Бриками с 1926 по 1930 год. Днём 14 апреля 1930 года Маяковский покончил жизнь самоубийством. В 1972 году музей был перемещён в бывшую коммунальную квартиру под номером 12 на 3 этаже в Лубянском проезде, где она была полностью перестроена. В 1989-м по проекту музееведа Тараса Полякова экспозиция была модернизирована в конструктивистском стиле, создано четырёхэтажное выставочное пространство по проекту архитектора А. В. Бокова, посвящённое не только памяти поэта, но и русскому авангарду.
С 2013 года основное здание закрыто на капитальный ремонт.

## История

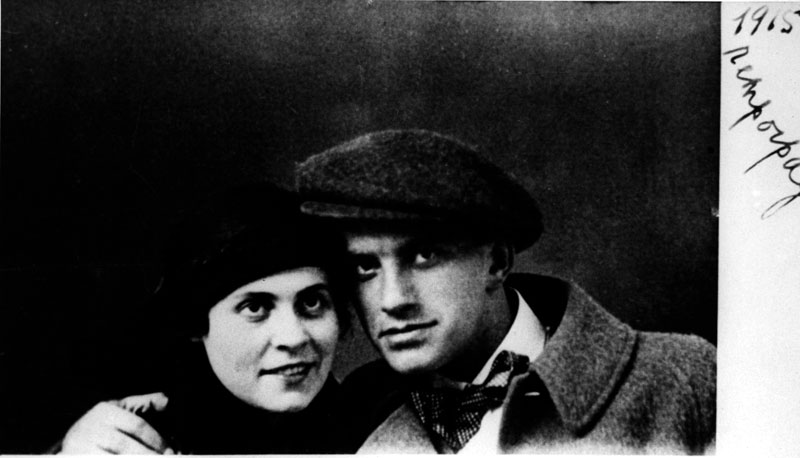
Владимир Маяковский и Лиля Брик в 1915 году

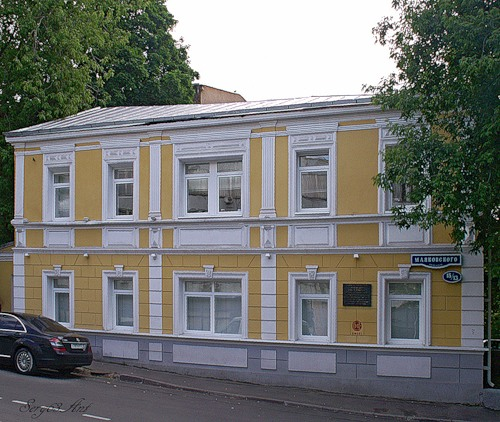
Дом в Гендриковом переулке, где Маяковский проживал в 1926—1930 году

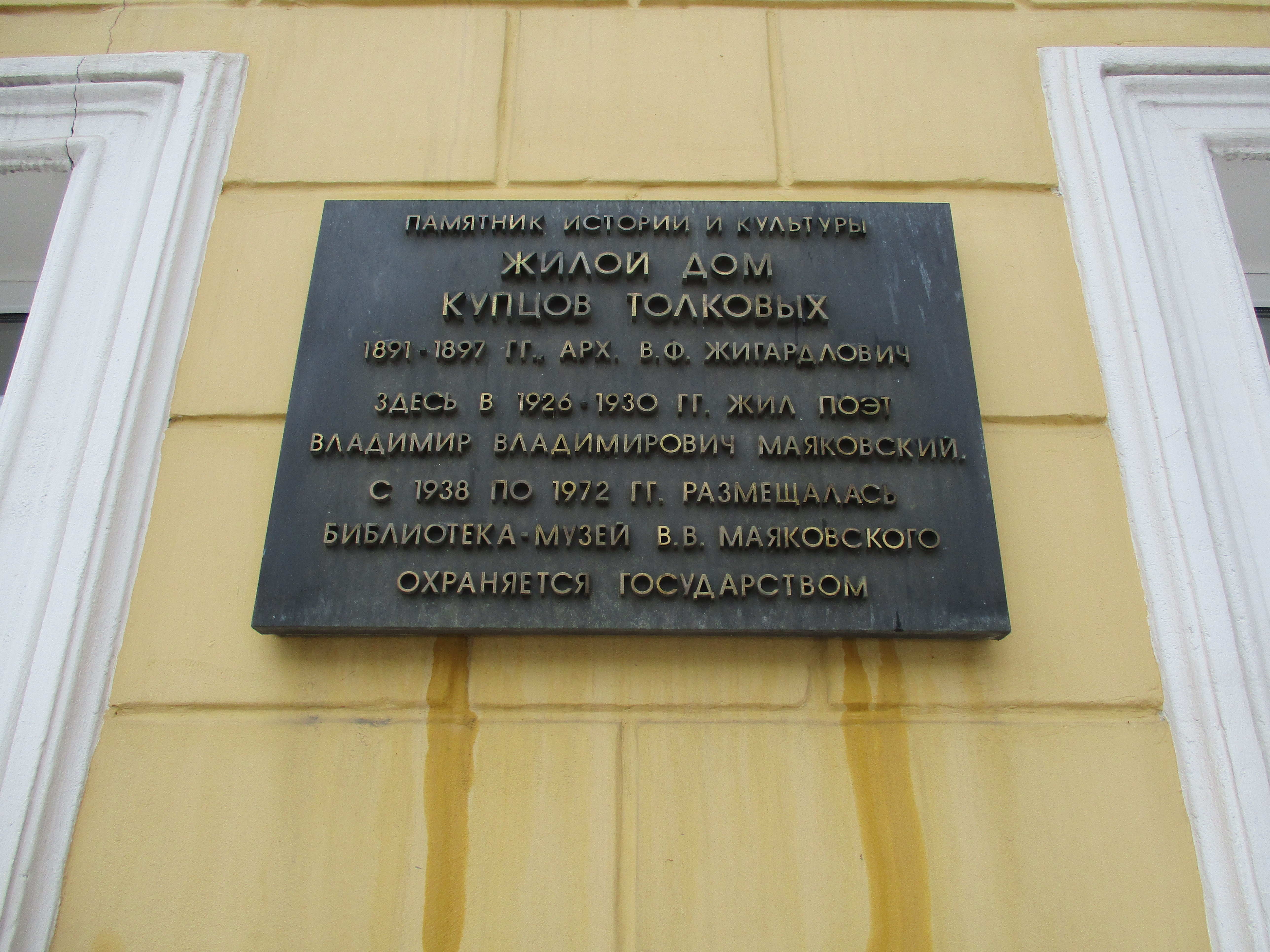
Мемориальная доска Владимиру Маяковскому на доме в переулке Маяковского, 2017 год

Экспозиция музея, 2010 год

### Библиотека-музей
В 1935 году Лиля Брик отправила Иосифу Сталину письмо с жалобой на бездействие чиновников Госиздата по отношению к литературному наследству поэта:
Дорогой товарищ Сталин, 
после смерти поэта Маяковского, все дела, связанные с изданием его стихов и увековечением его памяти, сосредоточились у меня. <…>  После смерти Маяковского, в постановлении правительства, было предложено организовать кабинет Маяковского, при Комакадемии, где должны были быть сосредоточены все матерьялы и рукописи. До сих пор этого кабинета нет. <…> Года три тому назад райсовет Пролетарского района предложил мне восстановить последнюю квартиру Маяковского и при ней организовать районную библиотеку имени Маяковского. Через некоторое время мне сообщили, что Московский Совет отказал в деньгах, а деньги требовались очень небольшие. Домик маленький, деревянный, из четырех квартир (Таганка, Гендриков пер. 15). Одна квартира — Маяковского. В остальных должна была разместиться библиотека. Немногочисленных жильцов райсовет брался переселить. Квартира очень характерная для быта Маяковского — простая, скромная, чистая. Каждый день домик может оказаться снесённым. Вместо того, чтобы через 50 лет жалеть об этом и по кусочкам собирать предметы быта и рабочей обстановки великого поэта революции — не лучше ли восстановить все это, пока мы живы.
В ответ на обращение Брик в 1936-м была опубликована резолюция о создании в доме в Гендриковом переулке Библиотеки-музея имени Владимира Маяковского. В этом здании поэт проживал вместе с Лилей и Осипом Бриками с 1926 по 1930 год. Кроме того власти Москвы переименовали Гендриков переулок в переулок Маяковского. В этом же году к дому пристроили одноэтажный читальный зал и подсобную одноэтажную пристройку. Также была проведена перепланировка и отреставрирована квартира Маяковского. Лиля и Осип Брики посильно помогали в создании музея: супруги привозили мемориальную обувь, одежду, белье и бытовые предметы, принадлежавшие поэту.
Здесь жили Маяковский и Брики с 1926 по 1930 год. В ту пору у каждого была своя личная, интимная жизнь, и, когда молва возмущённо твердила о «любви трёх», никто из них друг с другом не был связан любовными узами. Но духовное и душевное единство не распадалось.
В квартире каждый занимал отдельную комнату, и была ещё общая комната. Здесь кипела их «триединая» жизнь, принимали гостей, собирались участники журнала «ЛЕФ» (Левый фронт искусств), писатели, художники, артисты.

Однако восстанавливать квартиру в её доподлинном виде в 1937 году не стали. Только два года назад прозвучали слова Сталина о «лучшем, талантливейшем поэте нашей советской эпохи». Стало быть, в открываемом Доме-Музее всё должно было выглядеть «в лучшем виде» — сверхторжественно и благопристойно. Комнаты Лили и Осипа Максимовича были закрыты. Если «лучший, талантливейший» — тут уже не до Бриков. Началось их отделение от поэта — отселение, и не только в жилищном смысле. Дом-Музей воссоздавался как заведомо полумемориальный. Строго редактировалась сама жизнь поэта. Он посмертно получал разрешения — что можно, а чего нельзя.Литературный критик Зиновий Паперный
К 1937 году в доме была оборудована библиотека с двумя читальными залами и четырьмя кабинетами для индивидуальной работы. Открытие библиотеки-музея состоялось в 1938 году в качестве научного учреждения Наркомпроса. Экспозиция состояла из мемориальной комнаты поэта и столовой, а в остальных помещениях разместили временные выставки, лекционный и читальные фонды, библиотеку, фонотеку и библиографический кабинет. От Лили Брик в фонды музея поступил архив Маяковского, в который входили более 600 творческих и личных документов, 115 писем, 5000 записок, прижизненные издания произведений и другие документы.
За время деятельности музея научные работники Надежда Реформатская, Варвара Арутчева, Фаина Пицкель, Владимир Земсковый, Е. А. Диренштейн, Рудольф Дуганов, Владимир Радзишевский, Л. Огинская подготовили ряд монументальных изданий, например, 13-томное собрание сочинений Маяковского, тома «Литературного наследства».
С 1938 по 1939 год в закрытом здании музея устраняли поражения бревенчатого сруба. С началом Великой Отечественной войны экспонаты мемориальной комнаты-кабинета в Лубянском проезде были вывезены в помещения библиотеки-музея. Музей Маяковского был единственным работающим на протяжении всего времени обороны Москвы. Шестнадцать работавших в то время сотрудников принимали посетителей, организовывали лекции и выставки, чинили и стирали верхнее обмундирование для истребительного батальона. Все они были награждены медалью «За оборону Москвы».
В 1955 году перед домом была установлена бронзовая скульптура Владимира Маяковского, созданная по проекту скульпторов Гурама Кордзахия и архитектора Д. Н. Мордебадзе. В 1950—1960-е годы директор Агния Езерская, заместитель директора по науке Надежда Реформатская, заведующий научной библиотекой Ефим Динерштейн и коллекционер Николай Харджиев организовали ряд научных временных экспозиций, посвящённых художникам русского авангарда — современникам Маяковского. Так, в 1957 году прошла выставка 120 полотен Василия Чекрыгина.

### Музей на Лубянке

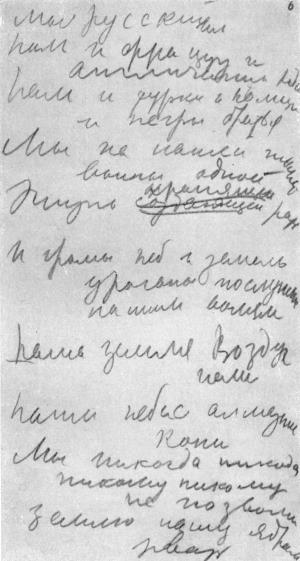
Страница записной книжки Маяковского (1916—1917 гг.) с записью стихотворения «Революция. Поэтохроника», 1916—1917 годы

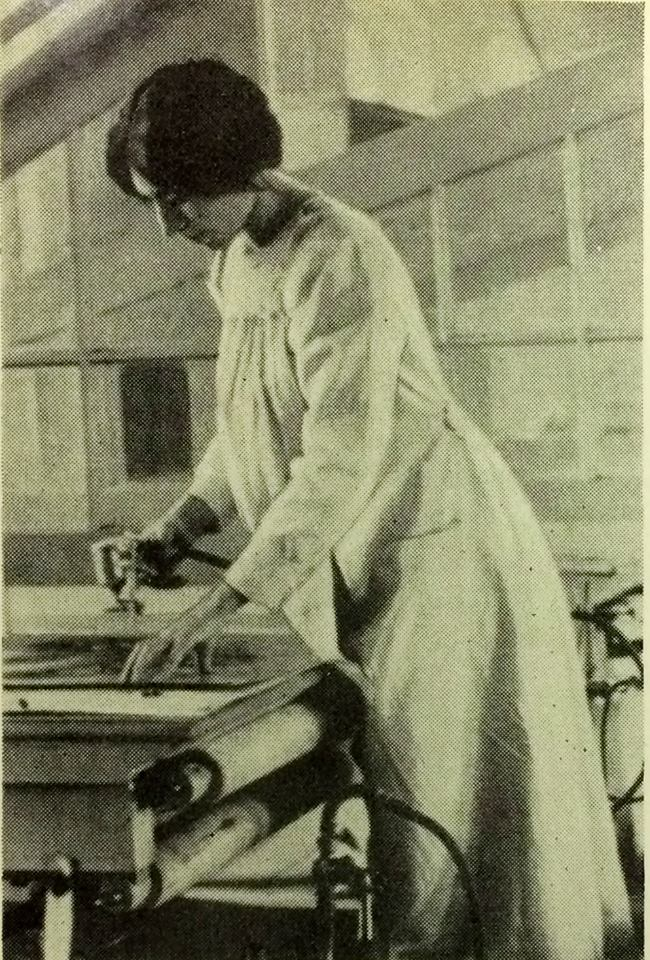
Людмила Маяковская в 1910-е

В конце 1960-х — начале 1970-х начался спор между близкими и родственниками Маяковского за дальнейшую судьбу музея памяти поэта. За создание музея в мемориальной комнате на Лубянке выступали сестра поэта Людмила Маяковская и государственный деятель Владимир Воронцов, а Лиля Брик и поэт Константин Симонов боролись за сохранение мемориального музея в здании в переулке Маяковского.
В 1967 году Секретариат ЦК КПСС выпустил постановление «О музее В. В. Маяковского», утвердившее перенос музейной экспозиции из переулка Маяковского в здание в Лубянском проезде, где у Маяковского была комната-кабинет, в которой он впоследствии покончил жизнь самоубийством. Помещение площадью 11 м² Маяковский снял в 1919 году после ссоры с Лилей Брик. Найти комнату для съёма ему помог лингвист Роман Якобсон, проживавший на четвёртом этаже того же здания. Сам доходный дом был построен в конце XIX века по проекту архитектора Михаила Бугровского для предпринимателя Николая Стахеева. Рекомендация Якобсона помогла Маяковскому получить комнату у владельца квартиры Ю. Бальшина.
Он [Маяковский] делил свою жизнь между Водопьяным переулком, где принужден был наступать на горло собственной песне, и Лубянским проездом, где в многокорпусном доходном, перенаселенном доме, в коммунальной квартире у него была собственная маленькая холостяцкая комнатка с почерневшим нетопленным камином, шведским бюро с задвигающейся шторной крышкой и на белой стене вырезанная из журнала и прикрепленная кнопкой фотография Ленина на высокой трибуне, подавшегося всем корпусом вперед, с протянутой в будущее рукой.Писатель Валентин Катаев
Перевод музея из Гендрикова переулка в Лубянский проезд инициировала сестра поэта Людмила Маяковская, когда Лиля Брик отвлеклась на суд Луи Арагона, мужа её сестры Эльзы Триоле. Людмила Маяковская так аргументировала необходимость закрытия музея в Гендриковом переулке в письме Леониду Брежневу:
Здесь будет паломничество для охотников до пикантных деталей обывателя. Волна обывательщины захлестнёт мутной волной неопытные группы молодёжи, создаст возможность для «леваков» и космополитов организовывать здесь книжные и другие выставки, выступления, доклады, юбилеи и т. п. Кручёных, Кирсановых, Бурлюков, Катанянов, Бриков, Паперных и пр., а может быть ещё хуже — разных Синявских, Кузнецовых, духовных власовцев, Дубчеков, словом, предателей отечественного и зарубежного происхождения.
После выпущенного в 1967-м постановления об открытии музея за пост директора развернулась борьба между Лилей Брик, её мужем Василием Катаняном и Владимиром Воронцовым, родственником и помощником влиятельного партийного деятеля Михаила Суслова. Десятилетием ранее Воронцов стал одним из ярых критиков 65-го тома «Новое о Маяковском» серии «Литературного наследства» и добивался исключения упоминаний Лили Брик в биографии поэта. Суслов поручил Воронцову рассмотреть на должность директора музея партийного функционера Геннадия Гусева, которого рекомендовали главный редактор журнала «Молодая гвардия» Анатолий Никонов, заместитель главного редактора журнала «Огонёк» Иван Стаднюк и писатель Иван Шевцов. Спустя тридцать лет Гусев так вспоминал об этом:
Он меня поймал дома по телефону и долго уговаривал, чтобы я дал своё согласие занять этот пост: «Мне ваши друзья говорили о вас. Вы сделаете высокую карьеру. Вам всё зачтётся. Но нам на год — на два, пока вы подготовите себе замену, надо закрыть этот участок».
Весной 1968 года Воронцов вместе с журналистом Александром Колосковым опубликовал в «Огоньке» статью «Любовь поэта», в которой противопоставил Лиле Брик другую возлюбленную поэта Татьяну Яковлеву. В вышедшем затем в приложении к «Огоньку» собрании сочинений Маяковского Воронцов убрал все посвящения поэта Лиле Брик. После этого возмущённый Константин Симонов стал добиваться приёма у Леонида Брежнева, и Суслов был вынужден уволить Воронцова с должности своего помощника.
Московские власти расселили коммунальную квартиру, чтобы разместить все экспонаты. Официальное открытие Государственного музея Владимира Маяковского состоялось в 1974 году, первым директором назначили искусствоведа Светлану Стрижнёву. В новый музей были возвращены мемориальные вещи поэта, Людмила Маяковская передала в новый музей вещи брата: книги, документы, мебель. Также Маяковская занималась кураторской работой по созданию первой музейной экспозиции.
Музей в основном занимался выставками и организацией мероприятий. Так, в 1971 году там открыли экспозицию «Маяковский — поэт Октября и социалистического строительства». В 1980-е в музее стали организовывать поэтические вечера, посвящённые писателям и кинематографистам. В мероприятиях принимали участие Андрей Вознесенский, Белла Ахмадулина, Евгений Евтушенко, Сергей Юткевич, Давид Самойлов, Юрий Левитанский, Сергей Викулов, Юнна Мориц, Ираклий Абашидзе, Имант Зиедонис, Иван Драч, Анатолий Жигулин, Олег Чухонцев. Кроме того, многие советские литераторы принимали участие в организации музейной экспозиции. Большой вклад внесли Николай Асеев, Борис Пастернак, Семён Кирсанов, Александр Межиров, Михаил Дудин, Давид Самойлов, Сергей Наровчатов, Булат Окуджава, Белла Ахмадулина, Евгений Евтушенко, Андрей Вознесенский, Роберт Рождественский, Ираклий Абашидзе, Расул Гамзатов, Имант Зиедонис, Иван Драч, Наум Коржавин, Андрей Дементьев, Юнна Мориц и многие другие. В музей также приезжали иностранные деятели культуры: Жоржи Амаду, Альфредо Варела, Мария Майерова, Катарина Сусанна Причард, Диего Ривера, Поль Элюар, Жорж Садуль, Луи Арагон, Эльза Триоле, Назым Хикмет, Го Можо.
Мы уже начали свои первые выставки, когда нам казалось, что в рамках достаточно академичной экспозиции надо попробовать говорить языком того времени. И эти выставки убедили нас в том, что этот язык очень понятен и нужен современникам, и даёт немножко другое представление о Маяковском, не совсем то, к которому на протяжении многих десятилетий привыкли наши современники.Директор музея Светлана Стрижнёва о выставках 1970—1980 годов
В 1987-м музей открыли после годовой реконструкции, в ходе которой помещения, кроме мемориальной комнаты, оформили по проекту художников Тараса Полякова, Евгения Амаспюра, Ивана Лубенникова, Игоря Обросова. Пространство создавалось без чертежей, все инсталляции выполнялись по импровизации художников. В результате проведённых работ публичное пространство музея было переоформлено в конструктивистском стиле. Инсталляции повествовали не только о жизни поэта, но и о судьбе русского авангарда. В музее можно было услышать голос поэта, увидеть личные письма Маяковского, книги, фотографии, а также прижизненные издания.
Экспозиция — это не место, где человек должен сидеть и изучать; для этого есть библиотеки, архивы. Экспозиция — это то место, где должны бушевать эмоции, где человек должен быть захвачен временем, человеком, его судьбой, его трагедией или его триумфом, это неважно. Важно, чтобы возникла какая-то внутренняя эмоциональная потребность обратиться к его книгам, потому что <…> нельзя прочитать тысячу рукописей, сотни документов, которые можно положить в экспозиции. И потом, для того, чтобы прийти к какому-то выводу, необходимо очень сосредоточенное и серьёзное изучение этих документов, а не просто просмотр в витрине.Светлана Стрижнёва
В музее отменены вертикаль и горизонталь, предметы: стулья, столы, водосточные трубы, штыки, бюст Ленина — реалии стихов Маяковского — плавают в невесомости, будто морфемы в смысловом поле, ещё не скреплённые грамматикой и синтаксисом высказывания. Силу тяготения заменяют пространственные линии — строчки, которые ухватывают смыслы и выстраивают из них пространство так, как строится стих.
Всё это будто постоянно движется, куда-то падает, колышется, и есть только одно место во всём этом бурном становлении пространства, которое совершенно спокойно, жёстко, статично и симметрично. От него, собственно, и расходятся все линии — или, точнее, к нему и сходятся. Это комната Маяковского, единственное историческое место в этом музее. Как в русском конструктивизме вообще, тут приняты очень конкретные, вещественные метафоры, комната буквально превращена в «комнатёнку-лодочку», где он «проплыл три тыщи дней», — она плывет через эту инсталляцию. Прожил — и застрелился. Это в каком-то смысле не вполне музей восхождения к самоубийству — и в этой точке вся экспозиция вдруг становится не последовательно изложенной биографией поэта, рассказанной языком авангардной инсталляции, а миром в момент взрыва в мозгу, когда остатки смыслов и слов разлетаются во все стороны, теряя связи друг с другом и пространством. Музей одного, довольно острого мгновения.

## Современность

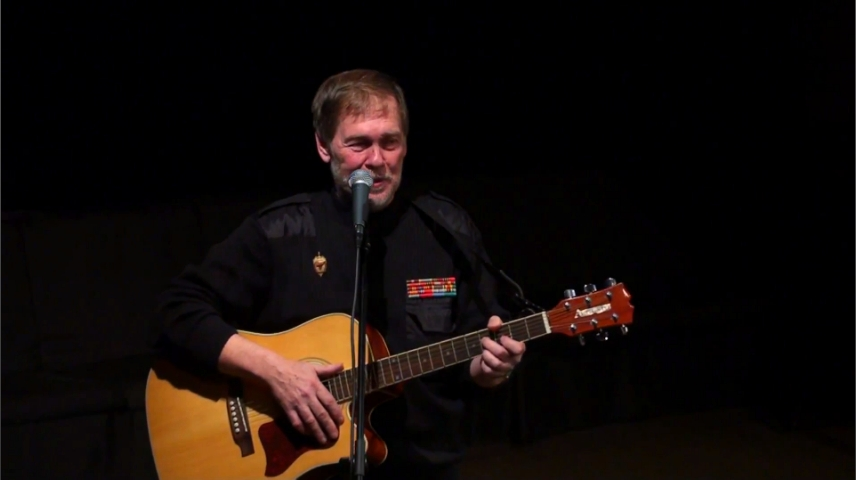
Полковник Игорь Морозов во время выступления в Музее Маяковского, 2011 год

В честь 75-летия со дня основания музея в 2012 году совместно с галереей «ПРОУН» была организована выставка в Винзаводе, посвящённая советским агитационным работам Александра Родченко, Густава Клусица, Ивана Сенькина и Лазаря Лисицкого. Также экспонировались работы Маяковского на рекламу профсоюза: «Члену союза нэпач нипочем/профсоюз защитит и справится с нэпачем», коллаж «Ленин — это марксизм в действии» и другие.
В 2012 году стало известно о пропаже 52 музейных экспонатов. Факт кражи был выявлен при проверке Министерства культуры. В числе пропавших экспонатов были очки Маяковского, подсвечник и несколько плакатов, из них удалось найти только две вещи — обе у заграничных перекупщиков.
В 2013 году московские власти приняли решение закрыть музей на капитальный ремонт. Планировалось, что музей завершит ремонт к 125-летнему юбилею со дня рождения Маяковского в 2018 году, однако позже появилась информация о перенесении срока открытия на 2019-й. Решение чиновников вызвало общественный резонанс и акции протеста, как в Москве, так и в Санкт-Петербурге. Многие музейные работники выступили против закрытия музея, аргументируя свою позицию возможным уничтожением уникальной экспозиции 1987 года.
Объявили, что будет капитальный ремонт здания. В действительности, проверка показала, что капитального ремонта не нужно. Под видом капитального ремонта решают снести эту экспозицию.Заведующий экспозиционно-выставочной частью Адольф Аксёнкин
Несогласная с решением чиновников, Светлана Стрижнёва покинула пост директора, на её место назначили Надежду Морозову. В последний день работы музея москвичи устроили импровизированное прощание с ним — собрались у входа и читали стихи. Через полгода пост руководителя занял Алексей Лобов, потому что между не имеющей музейного опыта Морозовой и сотрудниками случались конфликты.
На момент вступления в должность нового директора в 2014 году в музее уже шли работы согласно принятому проекту реконструкции. Вскоре они были приостановлены из-за возникших проблем с коммуникациями, крышей, водостоками и потребности в обновлении экспозиции 1989 года. Проект реконструкции здания, неоднократно возвращавшийся на доработку, летом 2020 года в очередной раз подан на государственную экспертизу. Музей после ремонта планировалось открыть в 2023 году, к 130-летию со дня рождения поэта. Однако этого не произошло.
4 июля 2023 года пост директора музея занял Владимир Лисенко, в 2017—2020 годы возглавлявший Музей-заповедник П. И. Чайковского в Клину.

## Филиалы

### Квартира на Большой Пресне

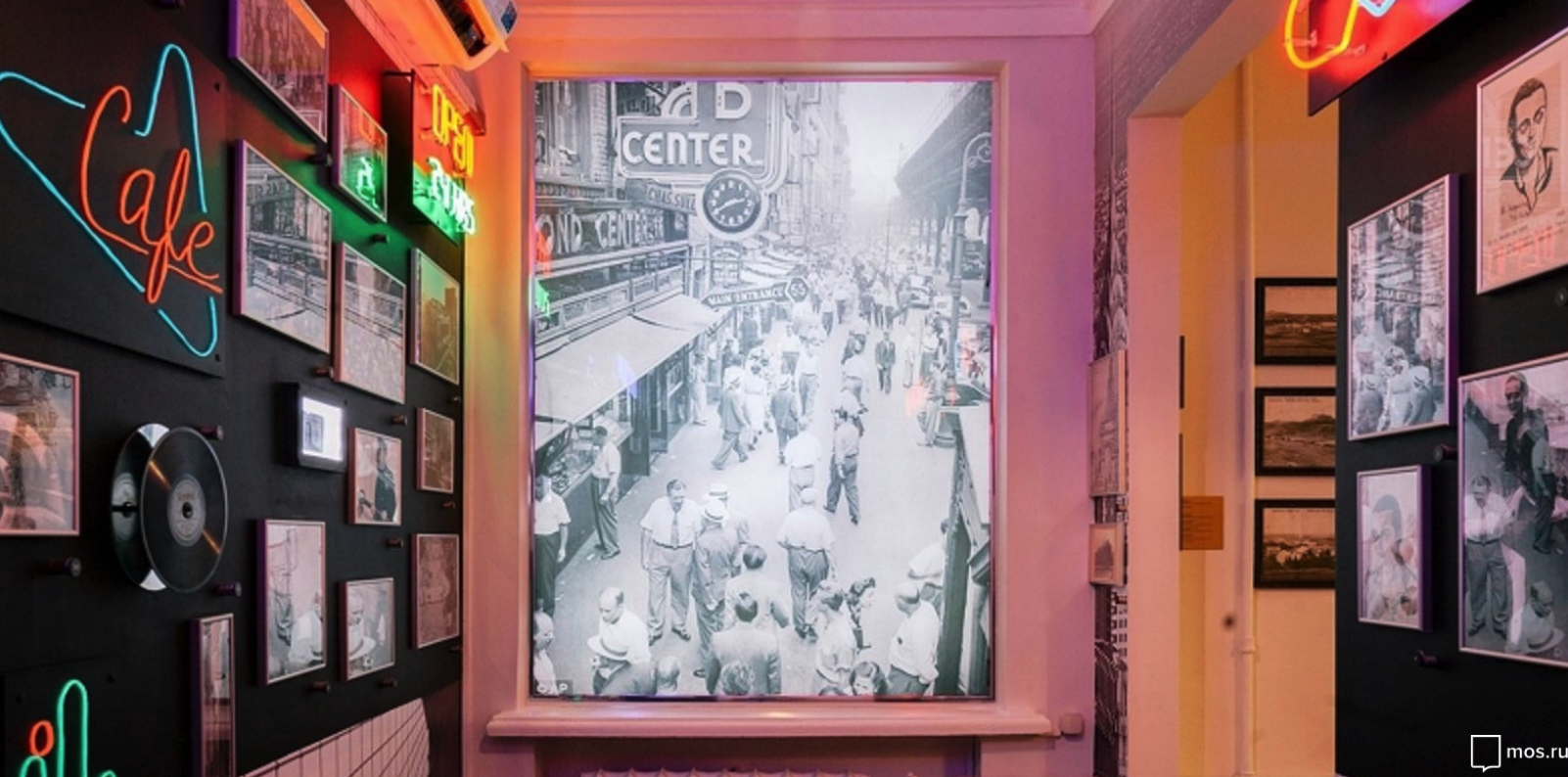
Выставка «Дочка» в Музее Маяковского, 2018 год

В 2017 году для посещения открыли филиал музея в квартире на Красной Пресне, где поэт проживал с матерью Александрой и сёстрами Людмилой и Ольгой с 1913 по 1915 год. Семья Маяковских, приехавшая с Кавказа в 1906 году, сменила несколько съёмных квартир. Апартаменты на Красной Пресне — единственная сохранившаяся до сегодняшнего времени квартира. Владимир Маяковский занимал самую маленькую её комнату, две другие — мать и сёстры. А последнюю четвёртую комнату семья сдавала небогатым студентам или кавказским знакомым. В 1915 году Маяковский переехал в Санкт-Петербург, а семья арендовала квартиру поменьше.
В 1957 году на фасаде дома на Красной Пресне была установлена мемориальная доска поэту. В 1964-м по инициативе Людмилы Маяковской в квартире открыли постоянную экспозицию «Владимир Маяковский на Красной Пресне», действующую на общественных началах. Спустя три года при выставке образовался клуб-музей, получивший официальный статус в 1978-м. В этом же году сотрудники Государственного музея Владимира Маяковского создали в квартире новую экспозицию на основе документальных источников и фотоматериалов. В музее были представлены фрагменты личной переписки поэта, прижизненные издания книг, автографы, записки, полученные во время выступлений.
В 1982 году квартира на Красной Пресне вошла в состав Государственного музея Владимира Маяковского. В помещениях проводились тематические выставки: «Москва Маяковского» (1983), «Л. В. Маяковская» (1984), «Маяковский и Хлебников» (1986—1989). В 1990-е в квартире расположили библиотечный фонд, а начиная с 2013-го начались работы по созданию в квартире нового выставочного пространства. Экспозиция посвящена личной жизни поэта, его американской возлюбленной Элли Джонс и их дочке Патриции Томпсон (Елене Маяковской).

### Квартира в Студенецком переулке

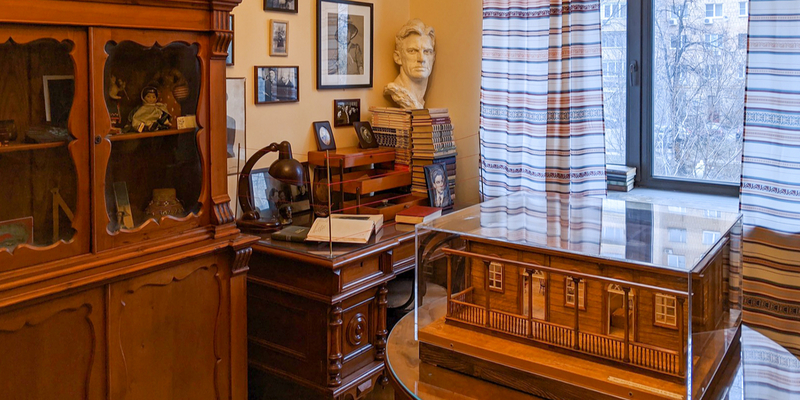
Фрагмент интерьера квартиры Маяковского в Студенецком переулке

Мемориальная квартира Маяковских в Студенецком переулке, которая около полувека была законсервирована и недоступна для посетителей, в сентябре 2019 года открыла свои двери для всех, кто хочет больше узнать о жизни семьи поэта. Квартира стала второй площадкой музея в Пресненском районе, рассказывающей о семье поэта. Первая — «Квартира на Большой Пресне» — посвящена американской дочери Маяковского Патриции Томпсон.
Эту квартиру старшая сестра Маяковского Людмила получила в конце 1927 года от Трёхгорной мануфактуры, где к тому моменту проработала 17 лет. В 1972 году по её завещанию квартира была передана Музею Маяковского вместе со всей обстановкой и предметами быта.
Обстановка квартиры восстановлена по сохранившимся фотографиям и воспоминаниям современников. Реконструированы комнаты матери поэта Александры Алексеевны и старшей сестры Людмилы. Комната, принадлежавшая сестре Ольге, не могла быть восстановлена по причине полного отсутствия исторических свидетельств. В ней проводятся выставки, показы кинохроник Грузии и Москвы, встречи с замечательными людьми, интерактивные программы, дискуссионные клубы и творческое общение в непринужденной обстановке.

### Фонды
По состоянию на 2020 год в основном музейном фонде находится более 50 000 единиц хранения.
- Рукописно-документальный фонд — 12 000 предметов, из которых большинство — личные документы Маяковского[38].
- Фонд изобразительных материалов — более 12 000 художественных произведений, созданных в 1910—1920-е, куда входят работы Маяковского, Давида Бурлюка, Натальи Гончаровой, Елены Гуро, Александра Дейнеки, Н. Ф. Денисовского, Густава Клуциса, Михаила Ларионова, Казимира Малевича, Петра Митурича, Ольги Розановой, С. Я. Сенькина, В. М. Ходасевича[38].
- Мемориальный фонд — 22 000 единиц хранения, большая часть которых была завещана музею Людмилой Маяковской, включает личные вещи поэта, семейные реликвии, документы, письма, рукописи членов семьи[38].
- В фотонегативном фонде собраны оригинальные фотографии и негативы с изображениями поэта, членов его семьи, а также фотографии поэтов и писателей 1910—1920-х годов. В отделе хранятся уникальные фотоработы таких мастеров как Александр Родченко, Алексей Темерин, А. П. Штеренберг, Борис Игнатович, Ласло Мохой-Надь[38].
- Фонд редкой книги сформировали в конце 1930-х из коллекции Библиотеки-музея Владимира Маяковского. В основе фонда — прижизненные издания произведений поэта, редкие собрания поэзии, включающее литографированные издания футуристов, поэтические сборники и альманахи 1910—1930-х годов, журналы «ЛЕФ», «Новый ЛЕФ», книги с автографами Маяковского его друзьям и родным[38].
- Значительную часть музейной коллекции составляют материалы личных коллекций современников Маяковского, представителей русского авангарда: Сергея Боброва, Давида Бурлюка, Василия Каменского, Алексея Кручёных, Людмилы Маяковской, Всеволода Мейерхольда, Петра Незнамова, Владимира Хлебникова, Игоря Терентьева, В. Ф. Шехтеля и других[38].

## Выставки
- 2011—2013 — Маяковский. Коллекция фотографий (1896—1930)

## Персоналии

### Руководители
- 1937—1960 — Агния Семёновна Езерская
- 1960—1971 — ?
- 1971—1981 — Владимир  Васильевич  Макаров
- 1981—2012 — Светлана Ефимовна Стрижнёва
- 2013—2014 — Надежда Георгиевна Морозова
- 2014 — 2023 — Алексей Викторович Лобов
- 2023 — по настоящее время — Владимир Лисенко[40]

### Известные сотрудники
- Геннадий Айги (1934—2006) — чувашский и русский поэт и переводчик, в 1961—1971 годах был заведующим сектора изобразительного искусства.
- Варвара Арутчева (1906—1991) — советский филолог, текстолог, специалист по рукописям Маяковского[41].
- Савелий Гринберг (1914—2003) — российский и израильский поэт, в 1930-е был участником Бригады Маяковского, а в 1960 годы работал в музее в Гендриковом переулке.
- Дмитрий Данилов (р. 1969) — российский писатель, сразу после реконструкции Музея Маяковского — в 1989—1990 годах — работал в музее сторожем.
- Марина Лошак (р. 1955) — советский и российский куратор, галерист, искусствовед, музейный работник, работала в Музее Маяковского около года после переезда в Москву из Одессы в 1986-м; в 2012-м организовала выставку советского плаката 1920-х годов «Даёшь!»[42][43][44][45].
- Лариса Огинская (р. 1930) — советский, российский и американский искусствовед. Автор первой монографии о Густаве Клуцисе (1981). Была главным хранителем фондов Музея Маяковского[46].
- Лев Шилов (1932—2004) — советский и российский искусствовед, писатель, архивист, работал в Библиотеке-музее Маяковского с середины 1950-х годов до 1964 (по другим данным — 1965) года.
- Колесникова Лариса Ефремовна(1947) филолог.Автор первой монографии по "Окнам ТАСС" и первой книги по исследованию   личных вещей В.Маяковского и его имиджа "Другие лики Маяковского" Работала  с 1974 хранителем мемориального фонда до начала 2010 годов